# Игор Перовић (кошаркаш)
Игор Перовић (Београд, 3. март 1974) је бивши југословенски и српски кошаркаш, а садашњи кошаркашки тренер.

## Биографија
Перовић је сениорску каријеру почео у Партизану и као млад играч био је део тима који је освојио титулу првака Европе 1992. године. Касније је променио доста тимова како код нас тако и у иностранству, а био је и члан Црвене звезде када је освојена титула шампиона СРЈ у сезони 1997/98. Последње године каријере је провео у немачкој екипи Тајгерс Тибинген. Након завршетка играчке у Тибингену је почео и тренерску каријеру. Једну сезону је радио као асистент а од 2009. до 2015. је био први тренер екипе.

## Трофеји
- Партизан :
  - Евролига (1) : 1991/92.
  - Првенство Југославије (1) : 1991/92.
  - Куп Југославије (1) : 1992.
- Црвена звезда :
  - Првенство СР Југославије (1) : 1997/98.